# تارو كاغاوا
تارو كاغاوا، لاعب كرة قدم ياباني، من مواليد 9 غشت 1922 في محافظة هيوغو اليابانية، وقد لعب تارو كاغاوا في صفزف منتخب اليابان  وذلك في خمس مباريات لم يسجل خلالها أي هدف.

## روابط خارجية
- تارو كاغاوا على موقع ناشيونال فوتبول تيمز (الإنجليزية)
- تارو كاغاوا على موقع عالم كرة القدم.نت (الإنجليزية)